# Beyond the Sound Barrier
Beyond the Sound Barrier je album v živo ameriškega jazzovskega saksofonista Waynea Shorterja, ki je izšel leta 2005 pri založbi Verve Records.

## Ozadje
Album se je snemal od novembra 2002 do aprila 2004 v Evropi, Ameriki in Aziji, posnel pa ga je »Footprints Quartet«, ki ga sestavljajo Shorter, Danilo Perez, John Patitucci in Brian Blade. Leta 2006 je prejel grammyja za najboljši instrumentalni jazzovski album.
Različici skladb »Joy Ryde« in »Over Shadow Hill Way« se precej razlikujeta od prvotno posnetih skladb, ki sta leta 1988 izšli na albumu Joy Ryder.

## Sprejem
Nate Chinan je v recenziji za Jazz Times zapisal: »Beyond the Sound Barrier nadaljuje z delom predhodnika: Gre še za eno kompilacijo koncertnih posnetkov z obsežnih potovanj skupine. Za razliko od albuma Footprints Live!, ki vsebuje Shorterjeve klasike, vsebuje ta album nove skladbe. Skupina teži k misteriozni valovni kvaliteti, ki upravičuje dolge in kozmične naslove.«
Will Layman je za PopMatters zapisal, da album več kot okrepi Shorterjevo vrnitev k briljantemu, zahtevnemu akustičnemu jazzu. Ta zbirka koncertnih posnetkov utemeljuje trditev, da je Shorterjev premor služil pomembnemu umetniškemu namenu. Na albumu igra kvartet v popolnem interaktivnem slogu, ki se skoraj v celoti izogiba individualnim solom. Niti ene skladbe ni, ki bi sledila običajnem jazzovskem formatu melodija-soli-melodija. Vsaka izvedba je tematsko raziskovanje, ki spominja na pogovor med štirimi enakovrednimi partnerji.

## Seznam skladb
Avtor vseh skladb je Wayne Shorter, razen kjer je posebej napisano.
| Št.             | Naslov                              | Pisec             | Dolžina |
| --------------- | ----------------------------------- | ----------------- | ------- |
| 1.              | „Smilin' Through‟                   | Arthur Penn       | 11:52   |
| 2.              | „As Far as the Eye Can See‟         |                   | 6:27    |
| 3.              | „On Wings of Song‟                  | Felix Mendelssohn | 4:35    |
| 4.              | „Tinker Bell‟                       |                   | 1:59    |
| 5.              | „Joy Ryder‟                         |                   | 11:19   |
| 6.              | „Over Shadow Hill Way‟              |                   | 12:33   |
| 7.              | „Adventures Aboard the Golden Mean‟ |                   | 6:03    |
| 8.              | „Beyond the Sound Barrier‟          |                   | 6:24    |
| Skupna dolžina: | Skupna dolžina:                     | Skupna dolžina:   | 61:12   |

## Zasedba
- Wayne Shorter – saksofoni
- Danilo Perez – klavir
- John Patitucci – bas
- Brian Blade – bobni